# FN:s miljöprogram
Förenta nationernas miljöprogram, som ofta förkortas UNEP (av det engelska namnet United Nations Environment Programme), är ett organ som samordnar Förenta nationernas (FN) miljöarbete. Det bildades efter Förenta nationernas miljövårdskonferens i Stockholm 1972, som hade föreslagits av Sverker Åström. Organet är underordnat FN:s generalförsamling. Huvudkontoret ligger i Nairobi.
Direktör för UNEP är sedan 2019 danska Inger Andersen.
UNEP har upprättat varningssystemet GEMS och nätverket INFOTERRA, samt ett register över giftiga kemikalier. Den marina miljön är ett högprioriterat område, och likaså biologisk mångfald.
Flera miljökonventioner har tillkommit sedan UNEP bildades, såsom Wienkonventionen för skydd av ozonskiktet och Bonnkonventionen från 1983, Montrealprotokollet från 1987, Baselkonventionen från 1992 och Biodiversitetskonventionen från 1993.
År 1988 bildade UNEP tillsammans med  Meteorologiska världsorganisationen (WMO) FN:s klimatpanel (IPCC).